# Tomlinsonus dimitrii
Tomlinsonus dimitrii è un artropode marino estinto, vissuto nel periodo Ordoviciano, circa 450 milioni di anni fa. I suoi resti fossili, completi di alcune parti molli ancora ben conservate, sono stati rinvenuti nell'Ontario, Canada, nei pressi del Lago Simcoe.

## Descrizione
T.dimitrii era un artropode marrellomorfo di piccole dimensioni, il cui corpo segmentato ricorda quello degli artropodi moderni e di altre specie della famiglia marrellomorpha, in particolare quello di Marrella splendens. Raggiungeva la lunghezza di 6 centimetri ed era provvisto sul capo di un paio corna ricurve ricoperte di protuberanze filiformi. Era dotato di diverse paia di zampe segmentate, di cui quelle anteriori erano particolarmente allungate, simili a trampoli. Essendo apparentemente sprovvisto di occhi, l'artropode era probabilmente cieco.

## Etimologia
Il nome del genere (Tomlinsonus) è un tributo alla Tomlinson group, azienda canadese proprietaria del terreno dove sono stati effettuati gli scavi che hanno portato alla luce i resti di T. dimitrii.